# Kålkukjaure (Jukkasjärvi socken, Lappland, 758177-171194)
Kålkukjaure är en sjö i Kiruna kommun i Lappland och ingår i Torneälvens huvudavrinningsområde. Sjön har en area på 0,529 kvadratkilometer och ligger 647 meter över havet. Kålkukjaure ligger i Torneträsk-Soppero fjällurskog Natura 2000-område. Sjön avvattnas av vattendraget Åggojåkka (Alep Åggojåkka).

## Delavrinningsområde
Kålkukjaure ingår i det delavrinningsområde (758130-171265) som SMHI kallar för Utloppet av Kålkukjaure. Medelhöjden är 658 meter över havet och ytan är 3,14 kvadratkilometer. Det finns inga avrinningsområden uppströms utan avrinningsområdet är högsta punkten. Åggojåkka (Alep Åggojåkka) som avvattnar avrinningsområdet har biflödesordning 3, vilket innebär att vattnet flödar genom totalt 3 vattendrag innan det når havet efter 433 kilometer. Avrinningsområdet består mestadels av sankmarker (21 procent) och kalfjäll (62 procent). Avrinningsområdet har 0,53 kvadratkilometer vattenytor vilket ger det en sjöprocent på 16,8 procent.